# Dráscula: El vampiro
Dráscula: El vampiro es un videojuego de aventura gráfica de 1996 creado por Alcachofa Soft. Fue creado en España y es el primer videojuego desarrollado por la compañía. En 1999, Midas Interactive Entertainment hizo una adaptación en inglés para Reino Unido. Dráscula cuenta la historia de John Hacker, un agente inmobiliario que intenta ayudar al Conde Drácula a vender inmuebles en Transilvania.
En 2017, HobbyConsolas declaró Dráscula uno de los nueve mejores juegos de aventura gráficos españoles. Clara Castaño Ruiz lo describió como, «junto con Igor: Objetivo Uikokahonia, uno de los juegos pioneros del género en nuestro país». En 2012, César Otero de MeriStation  señaló que el estilo de humor políticamente incorrecto del juego habría quedado desfasado, pero que seguía siendo un «placer culpable».
Dráscula no tuvo éxito comercial.  Gerard Masnou de GameLive PC escribió en 2003 que «la horrible distribución por parte de DMM ha impedido  a muchos jugadores de disfrutar este pequeño clásico de culto». En 2008, Jack Allin de Adventure Gamers describió el juego como «raro». Durante septiembre de aquel año, el soporte para el juego se añadió a ScummVM, después de que Alcachofa entregara el código fuente original al equipo programador. Alcachofa posteriormente relanzó Dráscula como freeware.